# Amy Mastura
Amy Mastura (nacida el 10 de mayo de 1971, Perak) es una actriz y cantante malaya, conocida por interpretar sus personajes en el género comedia romántica en el cine y las contribuciones a la industria de la música pop local.
Su carrera en la industria musical inició tras su actuación en la feria de 1993 de Asia Bagus organizada en Japón. Su álbum debut fue lanzado al año siguiente. Ella ganó el premio en 1995 en el Penyanyi Wanita Popular (como Mujer Artista). De sus álbumes de estudio, los más populares son Amy Mastura y Pujaanku, los cuales fueron certificados de Doble Platino. Puteri fue certificado con disco de platino. Mastura también realizó un dueto con la cantante pop estadounidense Tommy Page, titulado The Best Part. Con su Bintang Hati ha ganado otro premio, esta vez como la Mejor Canción Pop Rock en 2000 en los premios Juara Lagu.
Mastura incursionó en la industria del cine en 1995 con la película de la Universiti Kuala Lumpur, que fue premiada en 1997 en los premios Tragedi Oktober, y que fue un éxito local. Ella obtuvo otro éxito al año siguiente con Puteri Impian, una comedia romántica que popularizó su imagen como una adorable artista del momento.

## Filmografía
| Año  | Título                  |
| ---- | ----------------------- |
| 1995 | Kuala Lumpur Universiti |
| 1996 | Impian                  |
| 1997 | Tragedi Oktober         |
| 1997 | Puteri Impian           |
| 1998 | Puteri Impian 2         |
| 2000 | Senario The Movie       |
| 2000 | Siti Di Alam Fantasi    |
| 2001 | Toll Gate Girl          |
| 2002 | Spanar Jaya Gong Xi     |
| 2004 | Trauma                  |
| 2004 | Bintang Hati            |
| 2004 | Cinta 3 Musim           |
| 2006 | Cinta Q                 |

## Álbumes de estudio
| Año  | Título           |
| ---- | ---------------- |
| 1994 | Amy Mastura      |
| 1996 | Pujaanku         |
| 1997 | Puteri           |
| 1998 | Puteri Impian II |
| 2000 | Bintang Hati     |
| 2002 | Bintang Hati     |
| 2005 | Lebih Baik       |